# Longmen (mitología)

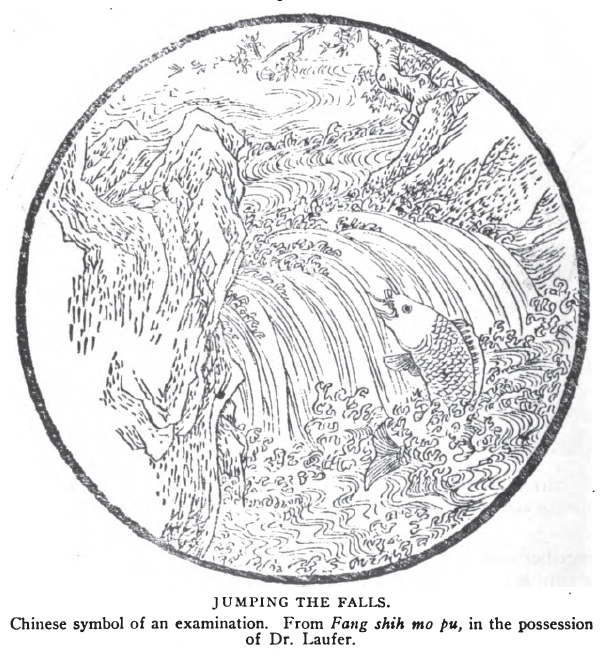
Impresión de Saltando las cataratas, folio del Fang shi mo pu (方氏墨譜). Es un símbolo chino de examen.

En la mitología china, Longmen (tdl.登龍門 "Puerta del Dragón") está ubicada en la cima de una cascada que cae desde una montaña legendaria. Cuenta la leyenda que, aunque muchas carpas nadan contra la fuerte corriente del río, pocas son capaces o lo suficientemente valientes para dar el salto final sobre la cascada. Si una carpa logra realizar el salto con éxito, se transforma en un poderoso dragón. La leyenda es tan famosa que en toda China existe un dicho común: "Un estudiante que se enfrenta a sus exámenes es como una carpa que intenta saltar la Puerta del Dragón".

## Leyendas

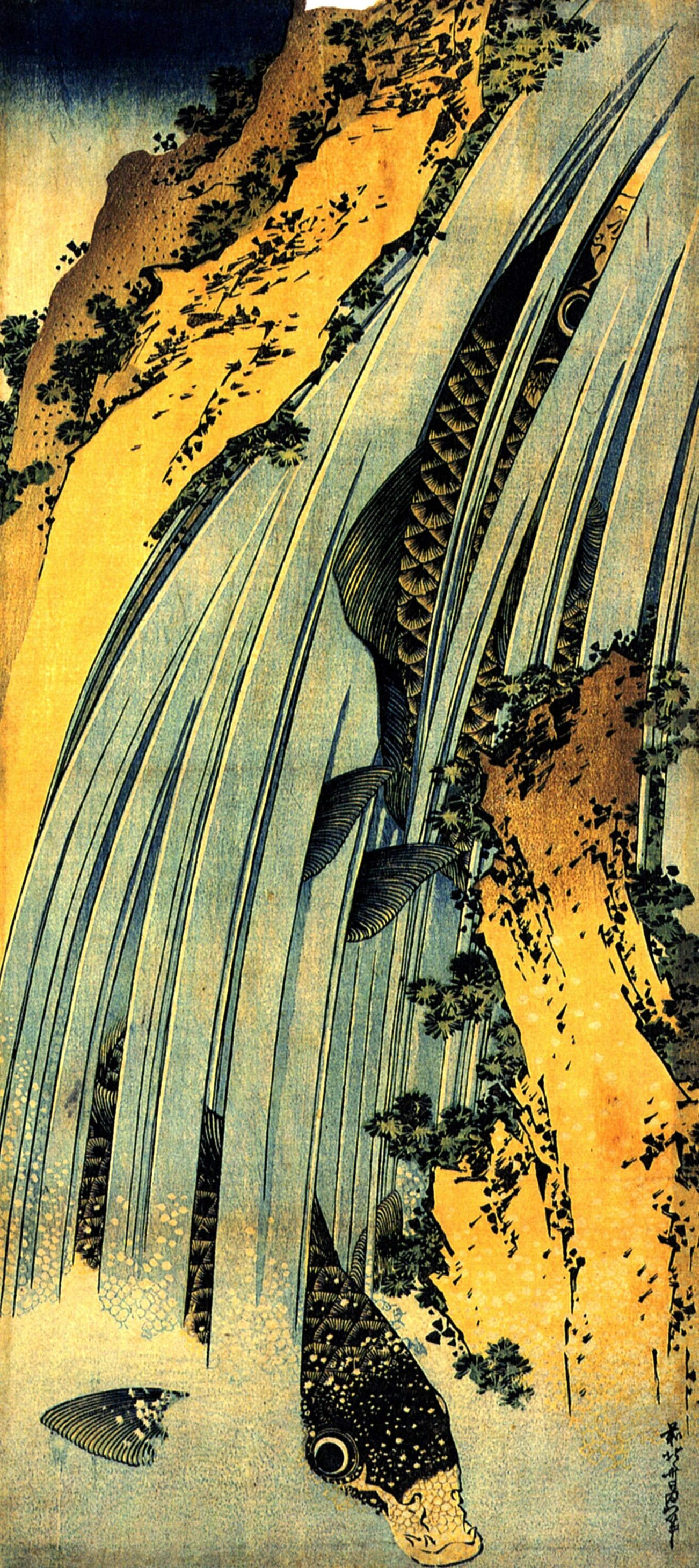
Dos carpas en una cascada grabado en madera ukiyo-e de Katsushika Hokusai, período Edo

Según la tradición, una carpa que pudiera nadar río arriba y luego saltar las cataratas del Río Amarillo en la Puerta del Dragón (Longmen) se transformaría en un dragón. Este motivo simboliza el éxito en los exámenes de la función pública. La Puerta del Dragón está situada en la frontera de Shanxi y Shaanxi, donde el Río Amarillo fluye a través de una hendidura en las montañas Longmen, supuestamente hecha por Yu el Grande, quien cortó la montaña.
Según un relato, la fuerza del agua arrastró muchas carpas río abajo y éstas no pudieron nadar de regreso. La carpa se quejó ante Yu el Grande. Su esposa, la hija del Emperador de Jade, le explicó a su padre en nombre de la carpa. El Emperador de Jade prometió que si esas carpas podían saltar la Puerta del Dragón, se convertirían en poderosos dragones. Así, todas las carpas compitieron en una competición anual para saltar las cataratas de Longmen; aquellos que lo lograron se transformaron inmediatamente en dragones y volaron hacia el cielo.
Las imágenes de carpas intentando saltar las cataratas de Longmen han sido muy populares en China y otras partes de Asia, como Japón (conocidas como Tōryūmon). Hay otras Puertas del Dragón (Longmen) en los ríos de China, generalmente con estrechos empinados, y la geografía mitológica no depende de una ubicación real. Muchas otras cascadas en China también tienen el nombre de Puerta del Dragón y se dice lo mismo de ellas. Otras Puertas del Dragón famosas están en el río Wei a su paso por las montañas Lung Sheu y en Tsin, en la provincia de Shanxi. La "carpa voladora" o "carpa plateada" (Hypophthalmichthys molitrix) es originaria de China y otras partes de Asia.

## Modismo
La expresión relacionada con el salto del pez se presenta en un dicho popular que dice "Liyu (Carpa) salta sobre la Puerta del Dragón" (鲤跃龙门). Esta frase evoca una imagen poderosa que simboliza un ascenso repentino en el estatus social, similar a cuando una persona logra integrarse en la élite social o gana el favor de la realeza o de una familia noble, ya sea mediante el matrimonio o, más notablemente, a través del éxito en los exámenes imperiales. Este modismo se emplea frecuentemente para motivar a estudiantes o niños a alcanzar el éxito mediante el esfuerzo y la perseverancia.